# Heisteria erythrocarpa
Heisteria erythrocarpa är en tvåhjärtbladig växtart som beskrevs av P.Jørg. & C.Ulloa. Heisteria erythrocarpa ingår i släktet Heisteria och familjen Erythropalaceae. Inga underarter finns listade i Catalogue of Life.